# أفيون الشعوب (كتاب)
أفيون الشعوب كتاب من أشهر كتب الأديب والشاعر والصحفي عباس العقاد. صدر بالقاهرة سنه 1956، ونشرته مكتبه الأنجلو المصرية، وأعيد نشره في بيروت ضمن المجلد 13 للمجموعة الكاملة لمؤلفات العقاد. حقق هذا الكتاب مبيعات ضخمة، حيث تصدر قائمة الكتب الأكثر مبيعًا في مصر وفي العالم العربي منذ وقت صدوره وحتى وقت قريب.
وكان هذا الكتاب أحد أكبر أسباب شهرة الأديب عباس العقاد. حيث لاقى هذا الكتاب شهرةً كبيرة. فقد اشتهر في الأوساط الثقافية كما اشتهر أيضًا في الأوساط العامية. فأغلب أعمال العقاد تتميز بجودتها بالنسبة للمثقف المطلع وببساطتها للعامي. في هذا الكتاب يحاول العقاد أن يُقدم رأيه في مقولة للفيلسوف والاقتصادي الألماني كارل ماركس الذي يقول فيها “الدين أفيون الشعوب”. فيُهاجم العقاد هذه المقولة ويعرض رأيه الذي يُعد مخالفًا تمامًا لما يراه كارل ماركس من هيمنة الدين على عقول الشعوب ومعاملتهم كالقطيع الذي لا عقل له.
يرى العقاد أن الشيوعية التي يتبناها كارل ماركس هراء لا علاقة لها بالأديان. ويرى العقاد أن الدين يُكسب المرء الشعور بالمسؤولية تجاه نفسه وأقرانه ومجتمعه بالكلية. ويرى العقاد أن إنكار الدين هو السبب الأول والرئيسي لتخدير الشعوب. ويُعتبر هذا الكتاب هجومًا قويًا من العقاد على الشيوعية التي انتشرت في تلك الفترة

## تلخيص الكتاب

### المذاهب الهدامة
يقول كارل ماركس وأتباعه: إن الأديان أفيون الشعوب، وإن الناس يقبلون على الدين لأنه يخدرهم ويلهيهم عن شقاء الحياة، وهذا القول الهراء عن الدين آخر وصف يمكن أن ينطبق عليه، وأول وصف ينطبق على مذهب كارل ماركس بجميع معانيه. فالشعور بالمسئولية والمسكرات نقيضان، وما من دين إلا وهو يوقظ في نفس المتدين شعورًا حاضرًا بالمسئولية في السر والعلانية، ويجعله على حذرٍ من مقارفة الذنوب بينه وبين ضميره، ويوحى إلى الفقراء والأغنياء على السواء أنهم لن يستحقوا أجر السماء بغير عمل، وغير جزاء، وشتان هذا، وقول القائلين: إن الدين يخدر المرء، كما تخدره المسكرات وعقاقير الأفيون... إن «الماركسية» إذن لهى الحقيقة بما تفتريه من وصف للأديان والمعتقدات، وإنها لأفيون الشعوب بغير مراء، وكلما بحثت عن سبب صالح لشيوع المسكرات في بيئة من البيئات؛ فاعلم أنه سبب صالح كذلك لشيوع المذاهب الهدامة، ولتفسير هذه الشهوات التي تتلخص في أول الأعراض التي تبدو على السكران: بإسقاط للتبعة، وخلع للحياء، واستمراء للتطاول والبذاء على كل محسود، وإن لم يكن من الأغنياء. لو نظرت إلى فعل «السكرة» في المخمور لم تجد لها في نفسه شهوة تستهويه غير هذا الشعور بإسقاط المسئولية، وهذا التطاول على أعظم عظيم، كما يقول كل سكران، غابت به السكرة عن حقائق الأشياء. وما كان للماركسية من سحر يستهوي السفلة إليه غير هذا السحر.

### العلم والمذاهب الهدامة
من الدعاوى العريضة التي يدعيها أصحاب المذاهب الهدامة أنهم يعتمدون على الحقائق العلمية، ويتجنبون الأوهام والخيالات التي تعلق بها دعاة الإصلاح الأقدمون. ومن أجل هذا يسمون الاشتراكيين السابقين لهم بالحاملين، ويقولون عنهم إنهم خادعون مخدوعون، وإن الاشتراكية الحديثة التي يبشرون بها هي الاشتراكية العلمية التي لا تقيم وزنًا لغير الواقع المقرر بالتجربة والمشاهدة، ولا تعد الناس شيئًا إلا أن يكون مضمونًا حاصلاً أو في حكم الحاصل بعد زمن قريب وإذا كان أصحاب المذاهب الهدامة مضلِّلين أو مضلَّلين في كثير من الأمور... قد تجوز على العقل الآدمي المستقيم كل خرافة من خرافات الأساطير، قبل أن تجوز عليه خرافة تزعم أن الفرد الواحد يسلط فكره على الدهور المقبلة إلى غير نهاية، فإن الغول والعنقاء لأقرب إلى العلم من هذه الدعوى التي لا علم فيها ولا تقدم، والتي يروجها دعاتها مع هذا، وهم يفخرون بأنهم هم العلميون، وهم التقدميون.

### بارود لم ينفجر وطباعة لم تطبع
تواتر القول بأن اختراع المطبعة واختراع البارود قد كانا فاتحة عهد، أو نقطة تحول في تاريخ الحضارة الحديثة. وبني المطبعة والبارود مناسبة، أو مشابهة قريبة، وهي مشابهة «التعميم»، فقد أصبح الكتاب ميسورا لكل من يطلبه بعد نشر الطباعة، وقد كان قبل ذلك موقوفًا على رجال الدين أو على الذين يتفرغون لنسخ الكتب ودرسها، وكلاهما يلجئ الطالب إلى تفرغ وانتظار وقد أصبح حمل السلاح ميسورا لمئات الألوف وألوف الألوف بعد صنع الرامية البارودية، وقد كان السلاح الفعال حكرا قبل ذلك لفرسان القلاع ولهذا ارتبطت العلاقة بين المطبعة والبارود وبين الديمقراطية وحرية الشعوب، وصور المؤرخون هذه العلاقة على صور شتى يصح بعضها، ويحيط الخطأ الكثير ببعضها الآخر. وهو الذي نتناوله هنا بالتصحيح. فالخطأ الكبير أن يقال إن المطبعة والبارود هما سبب التحول، أو سبب القضاء على دولة الكهانة، ودولة الفرسان، والصواب أن يقال: إنهما أداة التحول أو علامة التحول، وإن الفكرة الإنسانية هي السبب الفعال وراء كل أداة. لقد كانت المطبعة حقاً «نقطة تحول» في تاريخ الحضارة الإنسانية، ولكن الإنسان هو الذي تحول؛ فحولها، وهو الذي طلب الكتاب؛ فأوجد الأداة التي تعطيه الكتاب
وإذا كان في هذا العالم أناس ينظرون إلى العقول وهي تزدهر، وإلى النفوس وهي تتوثب، فلا يستريحون حتى يردوا ذلك كله إلى رطل من الحديد، أو حفنة من الملح المسحوق، فمن حقنا نحن أن لا نستريح كلما رأينا أداة تصنع الأعاجيب وتزودنا بسلاح المعرفة أو سلاح القوة، إلا أن نشير من وراء ذلك إلى النفس المتوثبة، والعقل الخالد والقريحة المنجبة لنا ما نريد.

### قدوة غير صالحة
تعود بعض الناس أن يعطلوا عقولهم عند وزن الكلام الذي يعرض عليهم، فهم لا يزنونه بميزان النقد والعلم والخبرة الصادقة، ولكنهم يتركون حقائق الأقوال، ويغترون بمظاهر القائلين. فإن كان قائل الكلام غنياً، أو وجيهاً، أو صاحب نفوذ فكلامه صادق وبليغ ومقبول، وإن لم يكن كذلك فحكمته جهالة، وصدقه كذب، وإخلاصه مشكوك فيه لهذا جاء في المثل السائر: «انظر إلى ما قيل، لا إلى من قال»، وهي نصيحة رشيدة، إذا كان الغرض منها أن نهتم بحقائق الأقوال، ولا نجعل اهتمامنا كله مقصورا على مظاهر القائلين... إن الحقائق التي لخصناها هنا عن زعيم الشيوعية بعض ما عرف عنه من هذا القبيل، وكلها مستمد من سجلات الحركة الشيوعية، التي دونها دعاتها وأنصارها، فمن كان لا يعميه غرض ولا هوى، فلا صعوبة عليه في فهم الرجل على حقيقته التي لا تحتمل المغالطة والخداع، فهو مثل في التطفل، ومثل في طوية الشر والكنود، ومن كان كذلك لا يقتدى به في شريعة العمل، ولا تفيض نفسه بخري صحيح لمن يجهلهم من بني آدم وحواء، وقد كان أقربهم إليه يلقون منه الشر في موضع الخير، ولا يجدون فيه موضعاً للثقة والاقتداء.

### الإصلاح والمذاهب الهدامة
كل مذهب من المذاهب الاجتماعية، فالداعون إليه يزعمون أنهم يريدون به الخير ويقصدون إلى الإصلاح. ولكن هذه الدعوى لا تصدق في جميع الأحوال؛ بل تختلف المذاهب في صلاحها حتى يأتي منها الضرر، حيث تراد المنفعة. فمنها ما يصلح كثيراً، وما يصلح قليلا، ومنها ما يعطل الإصلاح ويفسده؛ لأنه بطبيعته مناقض لطبيعة الإصلاح. مذهب الماركسيين - فيما نعتقد - من هذه المذاهب التي تناقض الإصلاح بطبيعتها، وتعطل الحركات المصلحة ... وآفة هذا المذهب الخبيث أنه يعطل الإصلاح، ويضلل عن طريق الصلاح، فلا يعالج الأمم من دائها، ولا يتركها تلتمس دواءها من تجاربها ومحاولاتها، ولا سبيل إلى تقدم أمة بغير هذه التجارب والمحاولات.

### الدعوات الهدامة والناشئة
يستحق أن يسمى مذهباً هداماً كل مذهب يقضي على جهود الإنسانية في تاريخها القديم والحديث، ولا سيما الجهود التي بذلها الإنسان للارتفاع بنفسه من الإباحية الحيوانية إلى مرتبة المخلوق، الذي يعرف حرية الفكر، وحرية الضمير - ومذهب كارل ماركس - صاحب الدعوة التي اشتهرت باسم الاشتراكية العلمية في مقدمة المذاهب التي تهدم ما بنته الإنسانية في تاريخها الطويل؛ لأنه يبيح لكل طبقة أن تهدم ما بنته الطبقة التي تقدمتها، كأنه لم يكن من عمل بني الإنسان.
اشتهر عصرنا هذا بالدراسات النفسية، وتناول الباحثون بهذه الدراسات أحوال الأفراد على اختلافهم، وأحوال الأمم على اختلافها، فبحثوا في نفسية البطل، ونفسية العبقري، ونفسية المجرم، ونفسية الطفل والمراهق، وبحثوا كذلك في أطوار الجماعات وعقائدها، وعوامل التأثير فيها. واستفاد الناس من هذه المباحث فوائد شتى في شؤون التربية والتعليم والسياسة ولكن هذه الدراسات النفسية قد أصابها ما يصيب كل بدعة جديدة يلهج الناس زمنًا من الأزمان: أصابها الإفراط في تطبيقها على كل شيء وكل حالة ... وللمشكلات الكبرى والصغرى أسباب غير العقد النفسية والأمراض النفسية، فما كانت هذه الدنيا مستشفى نعلل كل حادث فيه بالعلل
ونحول كل داخل فيه إلى حجرة الإسعاف. ولكنها دنيا معاش وعمل، قد تطرأ شكاياتها من جانب الصحة كما تطرأ من جانب المرض. والمهم أن نعرف ما نشكوه على حقيقته، لأننا لا نزيل الشكوى ونحن نجهل أسبابها، ومن عرف ماذا يشكو، عرف كيف يطلب السلامة والنجاة.

### العائلة والوطن والدين
العائلة والوطن والدين أقوى الدعائم التي قام عليها بناء الحضارة الإنسانية ولو أننا نزعنا من تاريخ الإنسان كل ما استفاده من تكوين العائلة والوطن والدين؛ لما بقى من الإنسان المتحضر أثر.

### العامل والماركسية
من الأوهام الشائعة أن الحكومة الماركسية هي حكومة العمال والصناع، وأن العمال والصناع في البلاد الماركسية هم أصحاب السلطة في الحكومة، وأصحاب الحق في إدارة المصانع وتوجيه النظم الصناعية، وأن نقابات العمال هي اللجان التي توكل إليها مهام النظر في مصالح الطبقات العاملة على اختلافها، وأن العامل بعبارة وجيزة هو الحاكم المتصرف في الدولة الشيوعية، سواء من طريق السلطة الفعلية أو من طريق السلطة بالتوكيل والانتخاب ... والواقع الذي لا شك فيه أن العمال والصناع في البلاد الشيوعية مسخرون لمصلحة الساسة أو لمصلحة الطبقة الحاكمة، وأن الأيدي العاملة لا تشتغل لكي تنتج طعامها وكساءها ولوازم معيشتها، وإنما تشتغل قبل كل شيء لأنها مسخرة في سبيل السلطة الحاكمة أو في سبيل الحماية اللازمة لطبقة الحاكمين.

### الحرية والإذاعة
العلاقة وثيقة بين الاستبداد والحجر على الأقوال والأفكار والحرص على التستر والكتمان، وبقدر الصلة بين الاستبداد والكتمان تكون الصلة بين الحرية وإذاعة الأخبار والأفكار، وفي وسعنا أن نراجع تاريخ الإنسانية منذ القدم، فنرى أن كل خطوة في طريق الإذاعة كانت كذلك خطوة في طريق الحرية، كأن الحرية والإذاعة مظهران متلازمان لحركة واحدة من حركات التطور والارتقاء. كان الكتمان شديداً يوم كان الاستبداد شديداً في العصور الأولى، فكانت الكهانة السرية تتسلط على ضمائر الناس من طريق العقيدة الدينية، وكانت السياسة في جملتها سراً من أسرار الملوك والحكام، وقد يتفق أحيانًا أن يجتمع سر الكهانة وسر الدولة عند شخص واحد بل أن يكون السيد الحاكم إلها يعبده المحكومين.

### الشيوعية والإسلام
وصفوا الإسلام في دائرة المعارف الشيوعية بالرجعية وتأييد الاستغلال وحاربوه بكل وسيلة من وسائلهم الظاهرة والخفية لإضعاف سلطانه الروحي، وتشتيت المسلمين وتمزيق كل وحدة تجمعهم في البلاد التي يحكمونها، وهدم المعالم الدينية في جميع تلك البلاد، والمسلمون التابعون للحكومات الشيوعية يعلمون حق العلم عداوة الشيوعية لدينهم وسعيها الحثيث في طمس معالمه وأركانه.

### القرم الإسلامية والمذاهب الهدامة
نشأ كارل ماركس إمام الشيوعية من سلالة إسرائيلية، وكان أجداده لأبيه وأمه كهاناً متعصبين لعقيدتهم، غالين في رعاية شعائرهم، ولكن أباه ارتد عن دينه إلى المسيحية على غير اعتقاد أو رغبة صادقة في الإيمان بدينه الجديد؛ بل كان ارتداده احتيالا للكسب، وتطلعا إلى الوظائف العامة، ولا شيء غير «الانتهاز» والاتجار بالضمير.

### الأدب والمذاهب الهدامة
من العناء الضائع تعريف الأدب على صورة من الصور للاعتراف بنوع من الأدب وإنكار نوع آخر. فما من تعريف سمعناه إلا وهو يسمح لكل أدب أن ينطوي فيه يقال مثلا إن الأدب ظاهرة اجتماعية، أو يقال إنه ظاهرة اقتصادية أو ظاهرة بيولوجية، أو غير ذلك من الظواهر المختلفة، ولك أن تقول عن ظاهرة من هذه الظواهر، أو عنها جميعا: حسن، ثم ماذا؟ فلا يسع صاحب التعريف أن ينتهي بك إلى باب مغلق على نوع من أنواع الآداب ذلك أن الأدب كالحياة لأنه تعبير عنها، فلا يستوعبه مذهب ولا يستغرقه أسلوب. قل مثلا إن الأدب ظاهرة اجتماعية، فماذا في هذا؟
إن المجتمع لا يستنفد أغراضه ومقاصده في أربع وعشرين ساعة، ولا في سبعة أيام، ولا في عام أو بضعة أعوام ومن الجائز أن ظاهرة اجتماعية تتحقق خلال خمسين سنة، وتبدأ في هذه السنة، وكأنها معزولة عن المجتمع أو مناقضة لمصالحه الظاهرة، ولكنها بعد خمسين سنة تؤتي ثمراتها التي لا نعرفها اليوم ولا نعرف سلفاً كيف تكون.

### الوجودية
إن الوجودية في أساسها مذهب محترم مقبول أو مذاهب محترمة مقبولة لا يستدعيها قيام المذاهب الهدامة التي تلغي وجود الفرد واستقلاله في غمار الجماعات التي ينتمي إليها. وإنما قامت الوجودية كأنها رد فعل لتلك المذاهب يحفظ للفرد كيانه واستقلاله ويعرفه بحقوقه وواجباته بني قومه وبني إخوته من بني الإنسان في جميع الأمم وجميع الحقب، ولكن هذه الوجودية قد تنحدر مع المنحدرين بطبائعهم حتى تصبح ضربًا من العدمية أو ضربًا من الإباحية التي لا تعترف بشيء غير شهوات الفرد ودوافع الأثرة والأنانية.

### الوجودية أو الوجدانية
مذهب «هيجل» الفيلسوف الألماني الكبير هو البدعة الفلسفية الشائعة في شباب كركجرد، وخلاصة هذا المذهب أن الكون كله هو مرآة «الكائن الأبدي المطلق». وأن هذا الكائن الأبدي المطلق تجلى في الموجودات جميعا وبلغ أقصى مراتب التجلي وعرفان الذات في الإنسان، فالإنسان إذن هو صورة العقل الإلهي في أرفع مظاهر الوجود ولم يتعرض مذهب هيجل هذا لحملة قط أعنف من حملات كركجرد عليه؛ لأنه يرتفع بالصورة الإلهية عن هذه الصورة الإنسانية ... الوجودية أو الوجدانية، كما تسلسلت من مذهب كركجرد، وهذه الوجودية هي معسكر الوجدان والحرية الفردية يتأهب لاتخاذ مكانه في الميدان أمام معسكر المادة والجماعة العمياء ولا بد للمعركة من قرار.

### الوجودية بين أنصارها وخصومها
إذ كانت الوجودية أقل المذاهب قبولاً للتنازع الشديد بين الأنصار والخصوم؛ لأنها تتسع للنقائض من أقصى اليمين إلى أقصى الشمال، وتضم تحت عنوانها الشامل أناسا يؤمنون إيمان العجائز، وأناسا يكفرون بكل معتقد ويتحللون من كل دين.

### الفوضوية والوجودية
تهدف الفوضوية إلى القضاء على الخضوع للسلطة سوى سلطان العلم والعقل. ولكن لم يقدر لهذا المذهب السياسي أي نجاح فضلا عن إهمال علماء السياسة لدراسته وفي فرنسا الآن حركة أدبية وأخلاقية واسعة هي المذهب الوجودي. ومن المعروف عن هذا المذهب أن كل إنسان يعمل ما يريد، وفي عمله يجب أن يكون بعيدا عن الخيال، وقد قال سارتر: «إننا نعيش في المادة فيجب أن نخضع للطبيعة ونتركها تفعل ما تريد»... هل الفوضوية تبطل النظام وتلغيه وتدعو إلى مجتمع مطلق من الآداب لا نظام فيه؟  هذا غير صحيح لأن الفوضوية إنما تنكر «التسلط»... تنكر الهيئات التي تتولى الأعمال العامة بالمشاركة والمشاورة، ولا تلغي هيئة واحدة لازمة للتعليم أو لصيانة الصحة أو لإدارة المصانع أو لتوزيع المطالب والحاجات.

### المدرسة الرمزية
والمدرسة الرمزية - كالوجودية - إحدى المذاهب الصالحة التي قد يفسدها من يقولون بها أو يدعون إليها فهي صالحة إذا اعتبرنا أن الكلام كله رمز إلى المعنى، وأنه يتفاوت في الوضوح على حسب تفاوته في الألفة والجريان على الألسنة والتفاهم عليه بني المتخاطبين، وقد يكون المعنى من نوادر الذهن فلا يكون له رمز شائع بين جميع المتخاطبين، ويستلزم التعبير عنه أن يبتدع له صاحبه رمزاً من عنده، قد يكون من قبيل المجاز والكناية كما يكون من قبيل الخطاب الصريح.

### المصير
تظهر هذه المجموعة من الأحاديث والفصول في وقت من الأوقات الحاسمة في تطور المذاهب الهدامة؛ لأنها تنتهي الآن إلى مصيرها الأخير من ناحيته الأدبية، ويبدو من بوادر كثيرة أنها منتهية لا محالة إلى مصير كهذا المصير الأخير من ناحيتها الاجتماعية ... أدب مصر برئ من لوثة المذاهب الدخيلة، لأن النقد الذي يستوحي تلك المذاهب لم يصدر قط من وحي بديهتها، ولم يعتمد قط على سند صحيح في موازين التقدير على نوعيه، من تقدير استحسان واقتداء أو تقدير استهجان وتفنيد ولن يضير الأدب المصري في لبابه أن يلصق به أناس يستوحون المذاهب الدخيلة ولعا بالغريب أو مجاراة للإغراء والترغيب، ونرجو ألا يضيره الأدب المصطنع عند أصحاب جرثومته الكبرى أو أصحاب مذاهبه الهدامة؛ لأنها تنهدم على قواعدها في صميم بلادها، وما تهدم منها ركن قائم إلا كان في انهدامه بشري بالعمار والسلام.

## التحليل والنقد
تتناول الحلقة الجديدة من برنامج «اقلب الصفحة» على راديو الأهرام واحداً من أشهر الكتب التي ألفها عملاق الأدب العربي عباس محمود العقاد، وهو كتاب «أفيون الشعوب» والذي أحدث دوياً هائلاً عقب صدوره، حيث هاجم العقاد بضراوة الماركسية والوجودية والفوضوية وجميع المذاهب التي رأى أنها تدعو لهدم المجتمعات الإنسانية، وتعمل على نشر الفساد فيها، وهي مع ذلك تدعي الإصلاح.
كتب رجائي عطية في 3 ديسمبر 2015 على موقع صحيفة المال: «قد لا تجارى العقاد في كل منطقه وحججه، وقد ترى أنه متحامل في عدائه للشيوعية، ولكن يقول الواقع الذي شاهدناه بعد ثلاثين عاما من وفاة العقاد، أن الشيوعية تعرضت بالبروسترويكا إلى انقلاب ضخم تفكك فيه الاتحاد السوفيتى، وتغيرت الخريطة الاقتصادية والجغرافية والاجتماعية في المعسكر الشيوعى، على نحو قد لا يتسع هذا المجال للإفاضة فيه، ولكنه على الإجمال قرينة على أن العقاد لم يكن بعيدًا تمامًا عن الصواب في رؤيته وفيما شنه من هجوم أو انتقاد».
كتب صهيب المقداد على موقع الجزيرة: «بدأ الأديب عباس العقاد نقده لكارل ماركس بالتناقض الواضح بين ما يريد ماركس تطبيقه على غيره وهو غير مطبق على ماركس نفسه، وذلك في مبدأ أن من لا يعمل لا يأكل في حين أن ماركس كان عالة على أهله وعلى أبوه الذي كان يطلب منه المال الكثير بغير فائدة ولا صنيع ينتفع به وحتى عند وصوله لسن 24 بقي عالة على أمه وأخواته، مما دفع أمه أن تكتب له قائلة: إنه لا ينتظر بالبداهة أن يعيش طفيلياً أبدياً. وهددته بقطع المعونة عنه، بل تعدى ذلك إلى الاحتيال بدلاً من العمل ... انتقل عباس العقاد من تبيان التناقض بين القول والتطبيق في حياة ماركس، إلى موقف ماركس الذي باع فيه أحد رجال الاشتراكية عندما هددت الحكومة في بلاد الرين بإغلاق صحيفة تسمى رنيش جازيت بسبب فكر الصحيفة الشيوعي، وبدلاً من دفاع ماركس عن الفكر الشيوعي والوقوف إلى جانب صديقه الذي كان يدعى روتنبرج أشار إلى إقالة الكاتب».
كتب ندى أسامة ملكاني على موقع الحوار المتمدن: «أفيون الشعوب إذن كتاب جاء ردا على الشيوعية والمذاهب الهدامة في هجوم عنيف على الدين باعتباره مسكرا للشعوب بل هو مصدر لتغذية الضمير الجمعي، الدين وليس التدين والفارق بينهما كبير...فليس كل متدين يدرك علاقة الدين بالضمير والمجتمع».
قدم موقع مكتبة جرير لكتاب العقاد «أفيون الشعوب» بالكلمات: «في فترة من الفترات التي عاصرها العقاد انتشرت عدّة حركات ومذاهب وقد نادت بعض هذه الحركات بمبدأ شهير هو» الدين أفيون الشعوب«لذلك نجده هنا يناقش بالنقد والتحليل المفاهيم التي تختبيء خلف هذا الشعار الذي أوجده وأحدثه الفيلسوف والاقتصادي الألماني» كارل ماركس«حيث لخص فيه رؤيته تجاه الأديان؛ فهي - على حد قوله - تخدر الناس وتلهيهم عن شقاء الحياة واستغلال أصحاب رءوس المال، فتنسيهم المطالبة بحقوقهم، والتفكير فيما يحيط بهم؛ وذلك طمعًا في حياة أفضل في ملكوت السماء أو الجنة، لكننا نرى أنَّ للعقّاد هنا رأيٌ مضادٌّ وقوي تجاه هذا الأمر، حيث يرى أن مذهب ماركس» الشيوعية«هو الهُراء لا الأديان؛ فالدين يولِّد شعورًا بالمسئولية لدى الفرد ويجعله في حذر من اقتراف الذنوب، أما إنكار الدين فيؤدي لتخدير ضمائر الناس وعدم مبالاتهم. وهذا الكتاب هو هجوم قوي من جانب العقاد ضد الشيوعية ومبادئها؛ حيث اعتبرها مذهبًا هدَّامًا خطِرًا على المجتمع مُفَنِّدًا دعواتها بشكل مفصَّل فنجده يأخذ القارئ في رحلة قصيرة لتوضيح المفاهيم المختلفة التي انتشرت مع زيادة الفلسفات البشرية مثل الوجودية والفوضوية والشيوعية وغيرها من المفاهيم».
كتب عمر أبو القاسم الككلي في 3 يوليو 2016 على موقع بوابة الوسط «صوت ليبيا الدولي»: «الاقتباسات التي يتمثل بها الكتاب ... تؤخذ مبتورة من سياقها وكثيرا ما يكون المستشهِد بها قد عثر عليها في غير بيئتها النصية ... هذا الكلام يتعارض مع شموخ قامة العقاد، إذ لا يبدو أنه كان مطلعاً اطلاع العالِم على الفكر الماركسي وفهمه لهذه الجملة لا يفترق عن فهم الإنسان العادي لها».
كتبت دينا السعيد على موقع الديار في 7 أكتوبر 2020: «هذا الكتاب هو هجوم قوي من جانب العقاد ضد الشيوعية ومبادئها؛ حيث اعتبرها مذهبًا هدَّامًا خطِرًا على المجتمع مُفَنِّدًا دعواتها بشكل مفصَّل».